# Douglasville
Douglasville és una població dels Estats Units a l'estat de Geòrgia. Segons el cens del 2007 tenia 32.298 habitants.

## Demografia
Segons el cens del 2000, Douglasville tenia 20.065 habitants, 7.286 habitatges, i 5.078 famílies. La densitat de població era de 362,4 habitants per km².
Dels 7.286 habitatges en un 38,3% hi vivien nens de menys de 18 anys, en un 48,2% hi vivien parelles casades, en un 16,9% dones solteres, i en un 30,3% no eren unitats familiars. En el 22,8% dels habitatges hi vivien persones soles el 5,6% de les quals corresponia a persones de 65 anys o més que vivien soles. El nombre mitjà de persones vivint en cada habitatge era de 2,68 i el nombre mitjà de persones que vivien en cada família era de 3,16.
Per edats la població es repartia de la següent manera: un 28,3% tenia menys de 18 anys, un 11,1% entre 18 i 24, un 34,4% entre 25 i 44, un 19,6% de 45 a 60 i un 6,6% 65 anys o més.
L'edat mediana era de 31 anys. Per cada 100 dones de 18 o més anys hi havia 91 homes.
La renda mediana per habitatge era de 91 $ i la renda mediana per família de 52.340 $. Els homes tenien una renda mediana de 37.464 $ mentre que les dones 27.038 $. La renda per capita de la població era de 22.283 $. Entorn del 10,1% de les famílies i el 12,2% de la població estaven per davall del llindar de pobresa.

## Poblacions més properes
El següent diagrama mostra les poblacions més properes.